# Grigore Borisov
Grigore Borisov, cunoscut și ca Grigore Starîi (în rusă Григорий Иванович Борисов (Старый); n. 27 decembrie 1880, Bozieni, județul Chișinău, gubernia Basarabia, Imperiul Rus – d. 11 octombrie 1937, Moscova, RSFS Rusă, URSS) a fost un lider comunist din RSSA Moldovenească, care a îndeplinit funcția de președinte al Sovietului Comisarilor Poporului din această republică (1926-1928 și 1932-1937).

## Biografie
Grigore Borisov s-a născut la data de 27 noiembrie/9 decembrie 1880 în satul Bozieni din gubernia Basarabia (astăzi în raionul Hîncești) în familia unui muncitor rus de la Căile Ferate. A fost la rândul său muncitor și a participat la mișcarea social-democrată începând din anul 1900. A desfășurat o activitate sindicală în Ucraina și în regiunea Rostov pe Don (Kiev, Rostov, Nikolaev, Kremenciug, Mariupol, Poltava, Donbas).
În decembrie 1905, a participat la greva muncitorilor mineri din orașul Gorlovka din regiunea Donețk. Până în perioada primului război mondial a fost de mai multe ori arestat și închis. 
Mobilizat în Armata Țaristă în primul război mondial, el a desfășurat o activitate de propagandă revoluționară în rândul soldaților de pe Frontul de sud-vest.
După Revoluția din februarie 1917, a fost membru al Comitetului Revoluționar din Armata a XI-a. În anul 1918 devine membru al Partidului Comunist Bolșevic, iar ulterior intră în conducerea Comitetului regional Basarabia al PCUS. În ianuarie - februarie 1918 a condus apărarea bolșevicilor din orașului Tighina în fața atacurilor armatei române. Apoi, în perioada 1918-1921, a fost unul dintre organizatorii și conducătorii mișcării de partizani din Basarabia care atacau forțele armate române stabilite acolo. A condus rebeliunea bolșevică de la atelierele muncitorești din Tighina din 27 mai 1919, fiind condamnat în contumacie de către autoritățile române la pedeapsa capitală. A fugit din România și s-a refugiat în Ucraina.
Între anii 1922-1924, Grigore Borisov, cunoscut sub pseudonimul de Starîi (Moșneagul), a studiat la Universitatea Comunistă I.M. Sverdlov, activând în paralel în Comitetul de partid din regiunea Odessa. A fost redactor al primului ziar în limba română din RSSA Moldovenească, intitulat "Plugarul Roșu".
Pentru a arăta că românii din Basarabia doresc să facă parte din viitoarea Uniune Sovietică, Comitetul Central al Ucrainei a convocat, la data de 8 octombrie 1924, o ședință plenară specială, unde s-a pus pe ordinea de zi chestiunea înființării unei republici autonome moldovenești.
La data de 12 octombrie 1924 a fost proclamată Republica Autonomă Socialistă Sovietică Moldovenească în cadrul Ucrainei, capitală fiind orașul Balta, iar din 1928 Tiraspolul cu granița vestică fixată declarativ pe Prut. Această inițiativă nu avea drept scop acordarea de drepturi naționale românilor aflați în stânga Nistrului, dupa cum susțineau autoritățile bolșevice, lucru demonstrat de faptul că din lista membrilor guvernului autonom, doar doi erau români, unul bulgar și restul ruși. În aprilie 1925, la Bârzula, Congresul Pan-Moldovenesc a fixat granițele și Constituția recunoscută de ucrainieni la 10 mai 1925.
În perioada 12 octombrie 1924 - 23 aprilie 1925, Grigore Borisov-Starîi a fost președinte al Comitetului revoluționar provizoriu din RSSA Moldovenească, iar ca adjunct al său a fost ales avocatul bulgar Aleksei Stroev. În discursul său de după alegerea ca președinte al Comitetului, Starîi a declarat în fața delegațiilor prezente la ședință: „Noi niciodată nu vom uita de frații noștri care gem sub jugul boieresc”, iar în încheiere a rostit cuvintele „Trăiască Republica Autonomă Sovietică Socialistă Moldovenească, leagănul României Sovietice”.
După un an în care a îndeplinit funcția de președinte al Comitetului Executiv Central din RSSAM, Starîi este numit în funcția de președinte al Sovietului Comisarilor Poporului al RSSA Moldovenești, pe care o va îndeplini în două rânduri (mai 1926 - 1928 și 7 aprilie 1932 - 1937). A fost deputat în Sovietul Suprem al URSS timp de cinci legislaturi.
În perioada 1928-1932 a desfășurat o activitate econmică în orașul ucrainean Harkov. A fost delegat la cel de-al XVII-lea Congres al PCUS, precum și la cel de-al V-lea Congres al Cominternului. Cu prilejul celui de-al VIII-lea Congres extraordinar al Sovietelor din întreaga Uniune Sovietică, a fost ales ca membru al comisiei de redactare a textului Constituției URSS. Ca o recunoaștere a meritelor sale în cadrul fondării URSS, a fost decorat cu Ordinul Lenin.
Grigore Borisov-Starîi a fost arestat la data de 22 mai 1937, fiind condamnat la pedeapsa capitală la 8 octombrie 1937. A fost executat prin împușcare în 11 octombrie 1937.

## Aprecieri postume
Grigore Borisov-Starîi a fost reabilitat în anul 1955.
În anul 1964 numele său a fost dat fostei străzi a Viticulturii din sectorul Botanica al municipiului Chișinău. După dezintegrarea URSS, strada a fost redenumită în Sarmizegetusa, cu referire la centrul politic al Daciei.